# 埼玉県県民健康センター

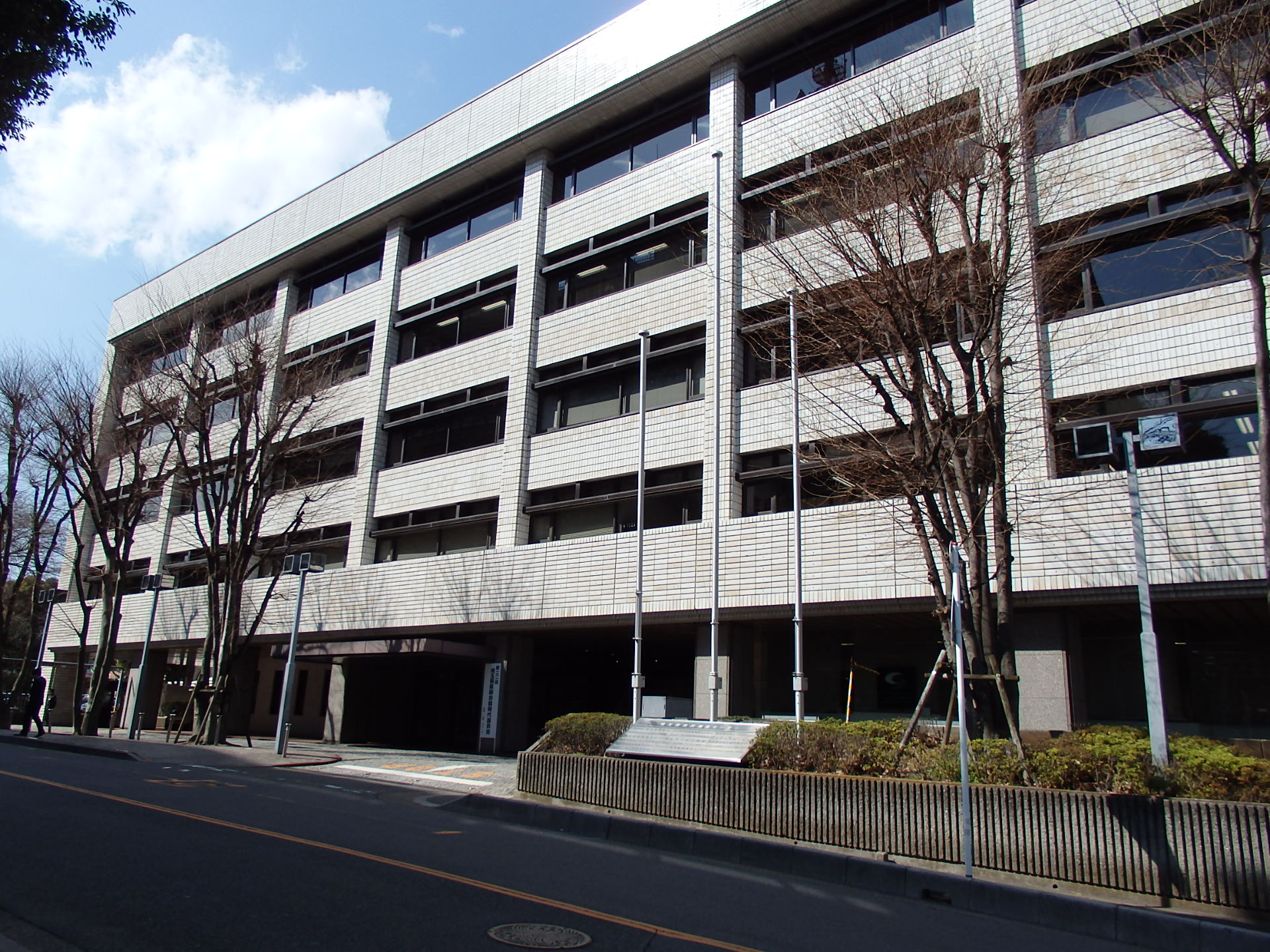
県民健康センター

埼玉県県民健康センター（さいたまけんけんみんけんこうせんたー）は、埼玉県さいたま市浦和区にある施設である。埼玉県医師会や埼玉県薬剤師会、埼玉県医師国民健康保険組合の本部となっている。

## 概要
明治時代に建設された日本赤十字社埼玉県支部の木造庁舎を嵐山町に移築し、その跡地に埼玉県民の健康保持増進と福祉向上を目的して建設された。当初は中央保健所（旧浦和保健所）が入居していたが、1985年に北浦和の埼玉県浦和合同庁舎へ移転し、さいたま市成立後の2002年に、さいたま市保健所が埼玉県大宮合同庁舎内に設置される事に伴い、大宮保健所とともに廃止された。さいたま市保健所は、2007年に中央区鈴谷に移転した。健康開発や救急医療に関連する情報の収集・提供を行っている。また大ホールや各種貸会議室があり、貸出している。

## 沿革
昭和初期には浦和保健所が立地していた。昭和58年に日本赤十字社埼玉県支部の建物が嵐山町への移築のため解体された。
- 1984年（昭和59年）11月1日 - オープン。

## 周辺施設
- 埼玉県庁舎
- 埼玉県警察本部
- さいたま市役所
- 浦和医師会
- 埼玉県危機管理防災センター
- 浦和ロイヤルパインズホテル

## 所在地
- 埼玉県さいたま市浦和区仲町3-5-1